# Francesco Salesio Della Volpe
Francesco Salesio della Volpe (Ravenna, 24 dicembre 1844 – Roma, 5 novembre 1916) è stato un cardinale italiano.

## Biografia
Esponente di una nobile famiglia imolese, i conti della Volpe, alla quale appartennero anche il condottiero Taddeo Della Volpe (1474-1534) e il filosofo Galvano della Volpe (1895-1968). Nacque il 24 dicembre 1844 dal conte Ignazio e da Ortensia dei conti Mazzolani a Ravenna, dove la famiglia era alloggiata per motivi di lavoro (il padre aveva un incarico governativo di alto rango presso il Delegato apostolico).
Dopo la morte prematura del padre, la madre tornò ad Imola ed iscrisse il figlio nel locale ginnasio. Sentita la vocazione, Francesco compì gli studi nel seminario diocesano di Bertinoro, retto dai Gesuiti. Resosi vacante il posto di alunno per la Diocesi d'Imola al Pontificio Seminario Romano Maggiore, nel 1862 partecipò al concorso, vincendolo. Da allora la sua vita si svolse interamente nella capitale pontificia. Fu ordinato sacerdote a Roma il 21 dicembre 1867, pochi giorni prima di compiere i 23 anni. Proseguì il percorso di studi e si laureò in Teologia e in utroque iure. Don della Volpe era pronto per tornare alla diocesi imolese e prestare il giuramento, ma papa Pio IX, che prima di salire al Soglio era stato vescovo nella città romagnola conosceva da vicino la famiglia della Volpe, lo dispensò dal giuramento e lo fece iscrivere all'Accademia dei nobili ecclesiastici per gli studi di perfezionamento e di diplomazia. Nel 1872 papa Pio IX lo nominò canonico della Basilica di San Pietro. Nel luglio 1874 entrò a far parte della Corte pontificia, tra i camerieri segreti partecipanti, cioè i quattro prelati che sostengono il pontefice nella sua attività. 
Dopo la salita al soglio di Leone XIII (1878), della Volpe fu nominato dapprima prelato domestico, poi Maggiordomo di Sua Santità (1886). In occasione dell'incoronazione di Alessandro III di Russia, celebrata il 27 maggio 1883, fu inviato a Mosca come primo Addetto all'Ambasciata straordinaria del pontefice. Tornò con una decorazione imperiale: fu insignito dell'Ordine di Sant'Anna . Nel 1888 divenne segretario della Congregazione dei Riti. Nel 1891 assunse la carica di prefetto della Camera Apostolica. Nonostante la sua vita si svolgesse interamente a Roma, mantenne il titolo di Preposto onorario della Cattedrale di Imola, carica ereditaria istituita da Cesare Borgia all'inizio del XVI secolo. 
Nel concistoro del 19 giugno 1899 papa Leone XIII lo creò cardinale in pectore. Egli rese pubblica la sua nomina nel successivo concistoro del 15 aprile 1901, conferendogli il titolo di cardinale diacono di Santa Maria in Aquiro. 
Dal luglio 1903 al 23 ottobre 1908.  Svolse l'incarico di prefetto di Economia dell'Istituto di Propaganda Fide, per poi diventare prefetto dell'Archivio Segreto Vaticano, ruolo che ricoprì fino al 1911, quando fu nominato prefetto della Congregazione dell'Indice . 
Il 25 maggio 1914 papa Pio X lo chiamò alla carica di cardinal camerlengo di Santa Romana Chiesa. In tale veste il cardinal della Volpe resse la sede vacante dalla morte di san Pio X fino all'elezione di Benedetto XV (20 agosto-3 settembre 1914). L'ultimo atto di vita pubblica del cardinale fu la direzione del conclave del 1914. 
Morì a Roma la mattina del 5 novembre 1916, all'età di 71 anni. Dopo le esequie, la salma venne tumulata nel sacello di Propaganda Fide nel cimitero del Verano.

## Albero genealogico
|                                                    |                    |                               | Genitori                        |  |  | Nonni |  |  | Bisnonni                         |  |  | Trisnonni                         |  |
|                                                    |                    |                               |                                 |  |  |       |  |  | Gio. Battista della Volpe, conte |  |  | Gio. Francesco della Volpe, conte |  |
|                                                    |                    |                               |                                 |  |  |       |  |  | Gio. Battista della Volpe, conte |  |  | Gio. Francesco della Volpe, conte |  |
|                                                    |                    | Anna Maria dei conti Ettorri  |                                 |  |  |       |  |  | Gio. Battista della Volpe, conte |  |  |                                   |  |
| Giulio Cesare della Volpe, conte                   |                    |                               |                                 |  |  |       |  |  | Gio. Battista della Volpe, conte |  |  |                                   |  |
|                                                    |                    | Lavinia dei conti Macchirelli | Gio. Giorgio Macchirelli, conte |  |  |       |  |  |                                  |  |  |                                   |  |
|                                                    |                    | Lavinia dei conti Macchirelli | Gio. Giorgio Macchirelli, conte |  |  |       |  |  |                                  |  |  |                                   |  |
|                                                    |                    | Lavinia dei conti Macchirelli | Vittoria degli Abbati Olivieri  |  |  |       |  |  |                                  |  |  |                                   |  |
| Gio. Ignazio della Volpe, conte                    |                    | Lavinia dei conti Macchirelli |                                 |  |  |       |  |  |                                  |  |  |                                   |  |
|                                                    |                    | Sigismondo Ascani             | Piergrisologo Ascani            |  |  |       |  |  |                                  |  |  |                                   |  |
|                                                    |                    | Sigismondo Ascani             | Piergrisologo Ascani            |  |  |       |  |  |                                  |  |  |                                   |  |
|                                                    |                    | Sigismondo Ascani             | Lucia Nanni                     |  |  |       |  |  |                                  |  |  |                                   |  |
| Francesca Ascani                                   |                    | Sigismondo Ascani             |                                 |  |  |       |  |  |                                  |  |  |                                   |  |
|                                                    |                    | Brigida Cavallini             | Giuseppe Cavallini              |  |  |       |  |  |                                  |  |  |                                   |  |
|                                                    |                    | Brigida Cavallini             | Giuseppe Cavallini              |  |  |       |  |  |                                  |  |  |                                   |  |
|                                                    |                    | Brigida Cavallini             | …                               |  |  |       |  |  |                                  |  |  |                                   |  |
| Francesco Salesio della Volpe, Cardinale di S.R.C. |                    | Brigida Cavallini             |                                 |  |  |       |  |  |                                  |  |  |                                   |  |
|                                                    | Giovanni Mazzolani | Carlo Vincenzo Mazzolani      |                                 |  |  |       |  |  |                                  |  |  |                                   |  |
|                                                    | Giovanni Mazzolani | Carlo Vincenzo Mazzolani      |                                 |  |  |       |  |  |                                  |  |  |                                   |  |
|                                                    | Giovanni Mazzolani | Camilla Mazzolani             |                                 |  |  |       |  |  |                                  |  |  |                                   |  |
| Giacomo Mazzolani, conte                           | Giovanni Mazzolani |                               |                                 |  |  |       |  |  |                                  |  |  |                                   |  |
|                                                    |                    | Ortensia Carvassalli          | Filippo Carvassalli             |  |  |       |  |  |                                  |  |  |                                   |  |
|                                                    |                    | Ortensia Carvassalli          | Filippo Carvassalli             |  |  |       |  |  |                                  |  |  |                                   |  |
|                                                    |                    | Ortensia Carvassalli          | Margherita Martini Bertarelli   |  |  |       |  |  |                                  |  |  |                                   |  |
| Ortensia dei conti Mazzolani                       |                    | Ortensia Carvassalli          |                                 |  |  |       |  |  |                                  |  |  |                                   |  |
|                                                    |                    | Pietro Poggiolini             | Giuseppe Antonio Poggiolini     |  |  |       |  |  |                                  |  |  |                                   |  |
|                                                    |                    | Pietro Poggiolini             | Giuseppe Antonio Poggiolini     |  |  |       |  |  |                                  |  |  |                                   |  |
|                                                    |                    | Pietro Poggiolini             | Ottavia Elisabetta Milani       |  |  |       |  |  |                                  |  |  |                                   |  |
| Rosa Poggiolini                                    |                    | Pietro Poggiolini             |                                 |  |  |       |  |  |                                  |  |  |                                   |  |
|                                                    |                    | Luigia dal Monte Casoni       | Domenico dal Monte Casoni       |  |  |       |  |  |                                  |  |  |                                   |  |
|                                                    |                    | Luigia dal Monte Casoni       | Domenico dal Monte Casoni       |  |  |       |  |  |                                  |  |  |                                   |  |
|                                                    |                    | Luigia dal Monte Casoni       | Geltrude Strada                 |  |  |       |  |  |                                  |  |  |                                   |  |
|                                                    |                    | Luigia dal Monte Casoni       |                                 |  |  |       |  |  |                                  |  |  |                                   |  |